# Моя девушка — киборг
«Моя девушка — киборг» (англ. My Girlfriend is a Cyborg; яп. 僕の彼女はサイボーグ, Boku no kanojo wa saibôgu) — фантастическая мелодрама режиссёра Квак Чэ Ён. Премьера состоялась 20 марта 2008 года.

## Сюжет
22 ноября 2007 года. Дзиро Китамура в одиночку празднует своё 20-летие. Покупая самому себе подарок на День Рождения, Дзиро приковывает к себе внимание «милашки», которая внезапно улыбается ему. Дзиро замечает, как девушка крадет одежду из супермаркета, но не обращает на это внимание, потому как полностью очарован её красотой. Удивительная девушка не скрывает своей заинтересованности в нём и преследует Дзиро, по пути забавляя его своими выходками. Дзиро направляется в ресторан для того, чтобы поесть спагетти, как его учила бабушка, чтобы прожить долгую и счастливую жизнь. Девушка неожиданно появляется в ресторане, заявляя, что это «и её День Рождения тоже». Они обмениваются своими подарками. Дзиро сильно очарован девушкой, но спустя несколько часов, девушка настаивает, что ей нужно уйти.
Продолжение истории ровно год спустя минувших событий. Дзиро снова празднует свой День Рождения в одиночку в том же самом ресторане. Внезапно появляется та же самая девушка. Однако, эта девушка была послана из будущего пожилым Дзиро, чтобы она смогла спасти его в молодости. Внешне она была смоделирована по облику той девушки, которую Дзиро встретил год назад. В этом ресторане случайно оказался безумный человек с автоматом и канистрой с воспламеняющейся жидкостью. Девушка выбрасывает этого человека в окно, спасая Дзиро и окружающих людей от автоматных очередей. Несмотря на свою «милую» внешность, девушка невероятно сильна, быстра и эксцентрична. Позже, когда они вернулись домой к Дзиро, девушка открывает свою настоящую сущность, показывая 3D-модель будущего Дзиро, который пытается предупредить себя молодого о катастрофе. Похоже, что безумный человек в ресторане случайно попал автоматной очередью в Дзиро, что привело к пожизненному параличу. Однако, он выиграл в лотерею целое состояние и потратил всю свою жизнь и все свои деньги на то, чтобы создать киборга-«девушку своей мечты» по образу той девушки, что он встретил в свой День Рождения в 2007 году. Дзиро попытался изменить свою судьбу, послав киборга в прошлое в 2008 год, чтобы она спасла его от рокового стечения обстоятельств. Девушка продолжает выполнять роль «телохранителя» и единственного друга Дзиро, обучаясь по ходу событий. Она также спасает других людей, память о смерти которых осталась у пожилого Дзиро.
По прошествии некоторого времени, Дзиро не только стал зависим от этой девушки, но и влюбился в неё. Однако девушка-робот не может ответить ему взаимностью, что раздражает Дзиро, и он запрещает ей попадаться ему на глаза до тех пор, пока она не сможет испытать к нему ответные чувства. Позже он сожалеет об этом, особенно в те моменты, когда становится ясным то, что девушка-киборг продолжает ему помогать, пусть и не попадаясь ему на глаза. Наступает катастрофа, на Токио обрушивается землетрясение. Когда землетрясение настигает квартиру Дзиро, девушка появляется, чтобы помочь ему, однако, даже её сверхъестественных для человека способностей оказывается недостаточно, чтобы спасти Дзиро. Девушка говорит Дзиро, что теперь она понимает его чувства, после чего её накрывает обломками рушащегося здания. Обезумев, Дзиро тратит 61 год своей жизни на то, чтобы восстановить киборга. В конце концов, ему это удается, однако, он вскоре умирает.
63 года спустя после смерти Дзиро, в 2133 году, некоей девушке сообщают, что на торгах выставят киборга, который выглядит в точности, как она. Из любопытства, девушка покупает ныне не функционирующего киборга в подарок себе на День Рождения, чтобы посмотреть воспоминания, оставшиеся в её памяти. Заинтригованная, она решает отправиться ненадолго в прошлое, чтобы встретиться с Дзиро в его День Рождения, в 2007 год.

## В ролях
- Харука Аясэ — Киборг
- Кэйсуке Койдэ — Дзиро Китамуро
- Риза Аи — подруга Дзиро
- Кэнити Эндо — аукционист
- Масато Ибу — дизайнер
- Кэнта Киритани — одноклассник Дзиро
- Фумиё Кохината — репортёр
- Рио Мацумото — интервьюер